# Rei Hirakawa
Rei Hirakawa (平川 怜 Hirakawa Rei?), född 20 april 2000 i Tokyo prefektur, är en japansk fotbollsspelare.
Hirakawa började sin karriär 2017 i FC Tokyo. 2019 blev han utlånad till Kagoshima United FC. Han gick tillbaka till FC Tokyo 2020.